# 波高島駅
波高島駅（はだかじまえき）は、山梨県南巨摩郡身延町波高島にある、東海旅客鉄道（JR東海）身延線の駅である。

## 歴史
- 1927年（昭和2年）12月17日：富士身延鉄道身延 - 市川大門間開通時に、甲斐下山駅（かいしもやまえき）として開設[1]。旅客・貨物取扱開始[2]。
- 1930年（昭和5年）：下山波高島駅（しもやまはだかじまえき）に改称[1]。
- 1938年（昭和13年）10月1日：富士身延鉄道を鉄道省（国鉄の前身）が借上げ[1]。同時に波高島駅（はだかじまえき）に改称[2]。
- 1941年（昭和16年）5月1日：国有化、鉄道省身延線の駅となる[1]。
- 1972年（昭和47年）9月20日：貨物取扱廃止[2]。
- 1983年（昭和58年）6月1日：駅員無配置駅となる[3]。
- 1987年（昭和62年）4月1日：国鉄分割民営化に伴い、JR東海の駅となる[1]。

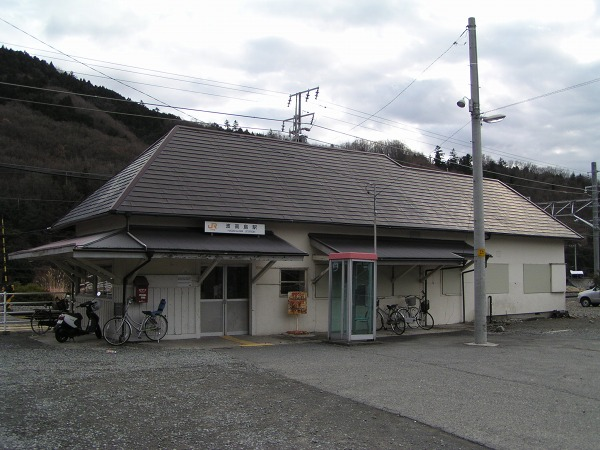
旧駅舎（2006年3月）

## 駅構造
島式ホーム1面2線と側線1本を有する地上駅。線路はほぼ北東から南西に走り、駅舎は線路の北西側にある。駅舎から、1番線、2番線の順で、1番線に甲府方面の列車が、2番線に富士方面の列車が発着する。側線が1番線と駅舎の間に敷かれている。かつては2番線側にも側線があったが今では撤去されており、バラスト以外痕跡は無い。
ホーム塩之沢方端は緩やかな坂になっていて、これを下ったところから駅舎へ、1番線の線路と側線を越えて遮断機・警報機付構内踏切が伸びている。その他駅舎下部温泉方には既に使われていない貨物ホームが残っており、また塩之沢方番線線路脇には身延工務区波高島休憩所がある。
かつてはホーム中程に木造待合所が設置されており、その隣にあった一枚板のベンチは、1984年に公開された映画おはんの作中で女優 吉永小百合が腰掛けているシーンで登場したのだが、駅舎建替えと同時期に待合所・ベンチ共に撤去されている。
駅舎は2016年（平成28年）に建替えられ、待合室のみの簡易型平屋建となっている。また、駅前広場には駐輪場兼トイレが設置されている。建替前の旧駅舎は開業当初からのもので、大きな屋根を持っていた。当駅は1983年（昭和58年）から無人駅となっているため、旧駅舎の出札口等は完全に板で塞がれ、旅客の立ち入ることの出来る部分には待合所しか無かった。

### のりば
| 番線 | 路線      | 方向 | 行先           |
| ---- | --------- | ---- | -------------- |
| 1    | CC 身延線 | 下り | 甲府方面       |
| 2    | CC 身延線 | 上り | 身延・富士方面 |

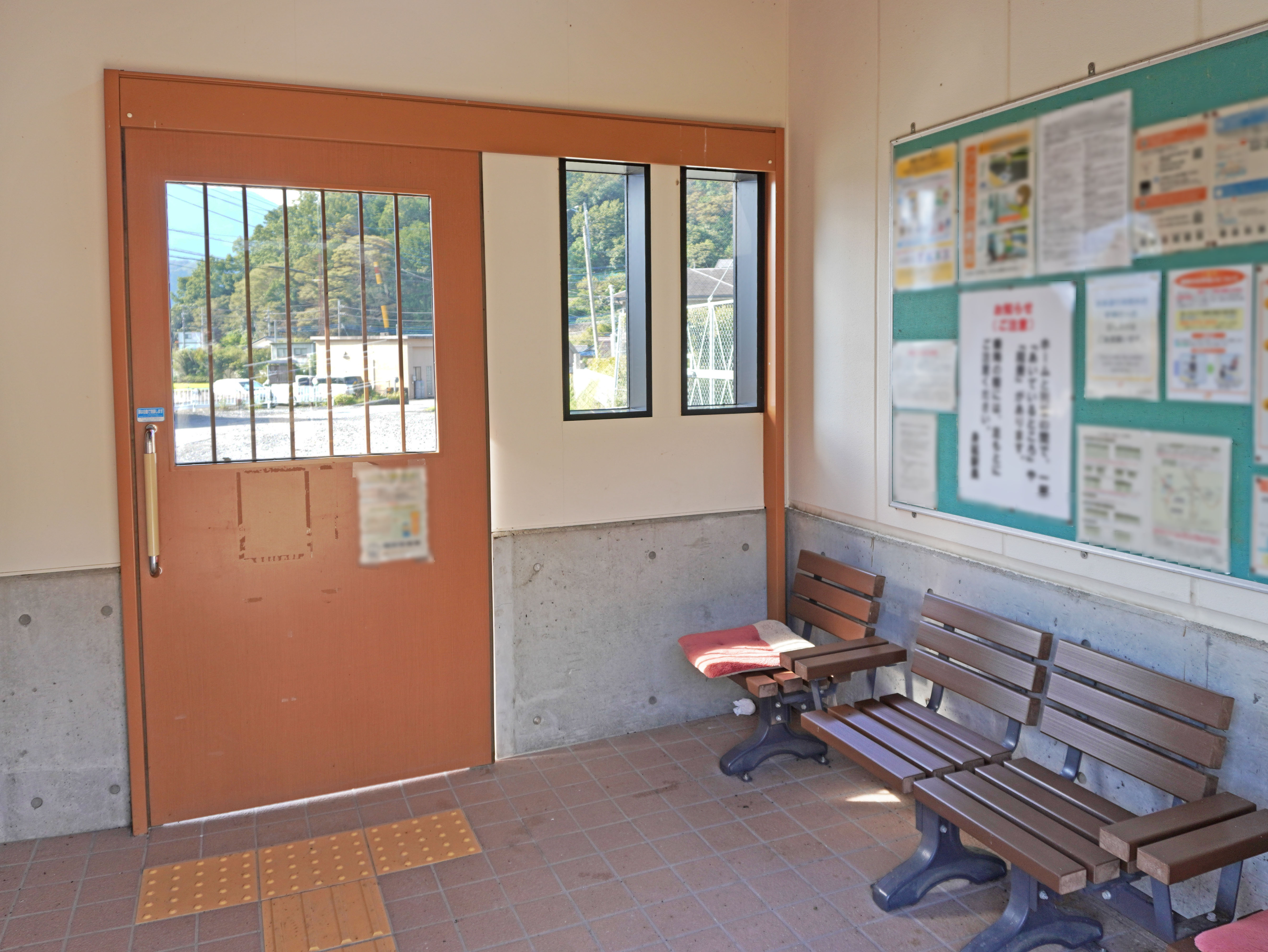
待合室（2022年9月）
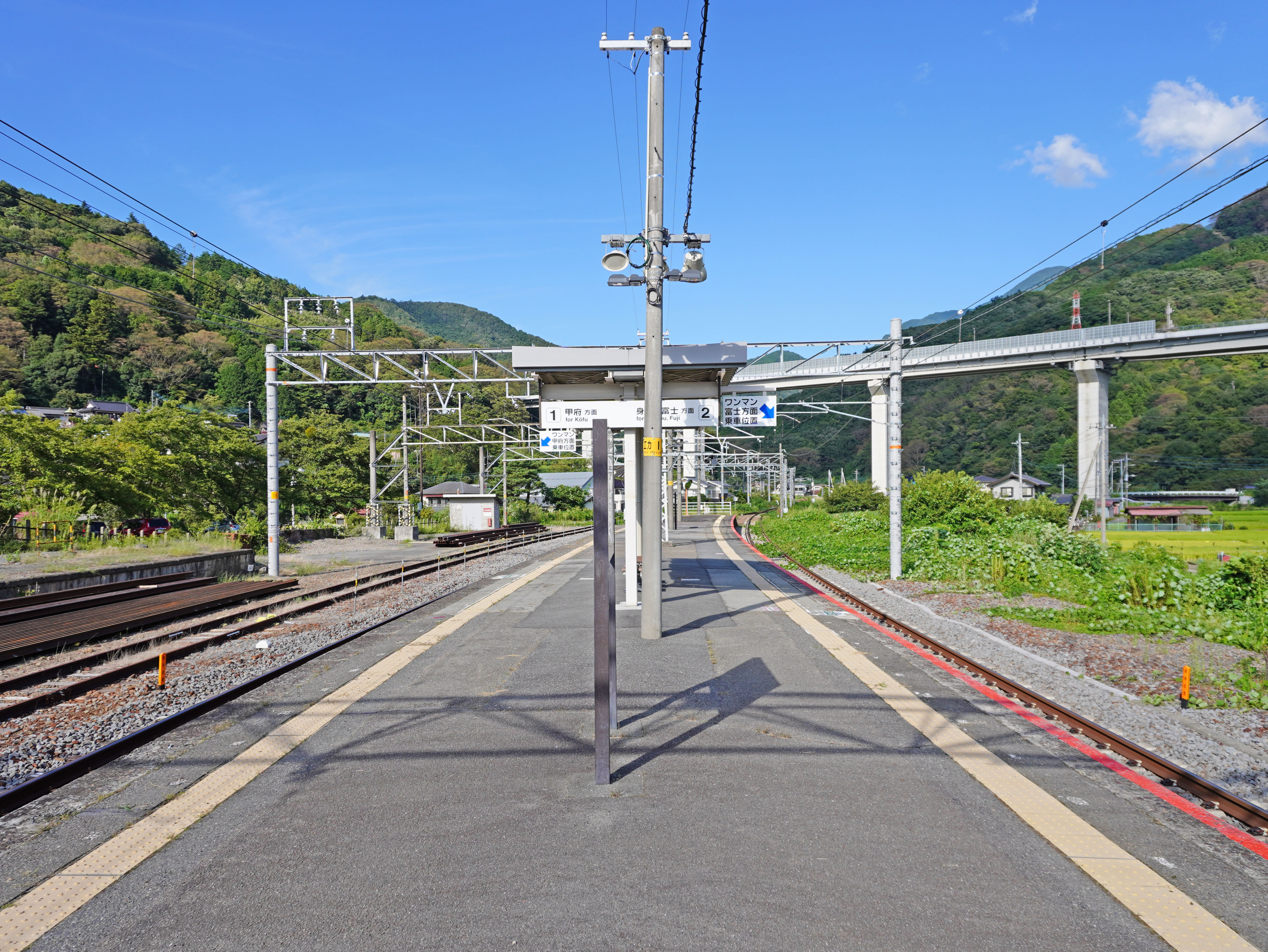
ホーム（2022年9月）
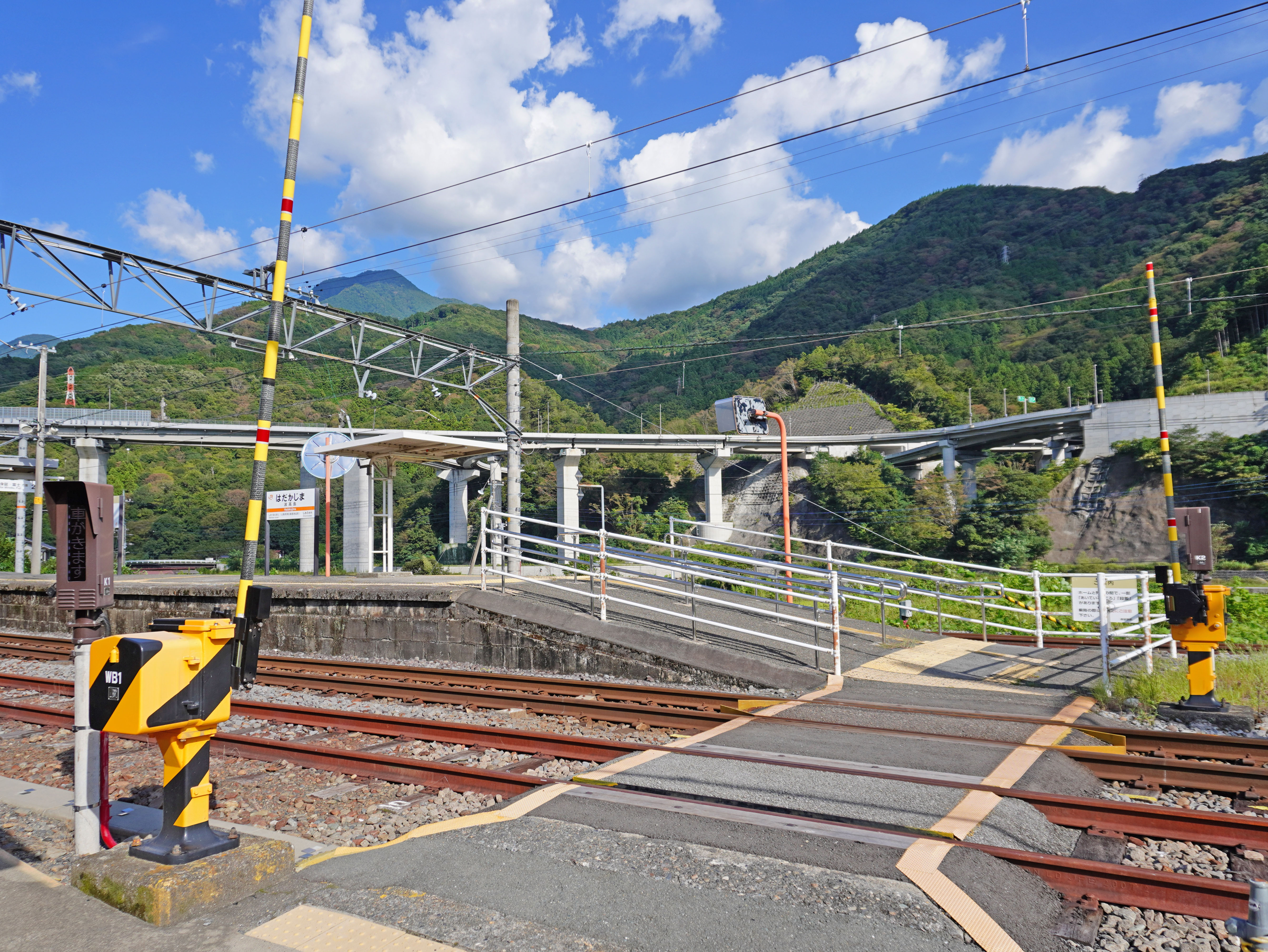
構内踏切（2022年9月）
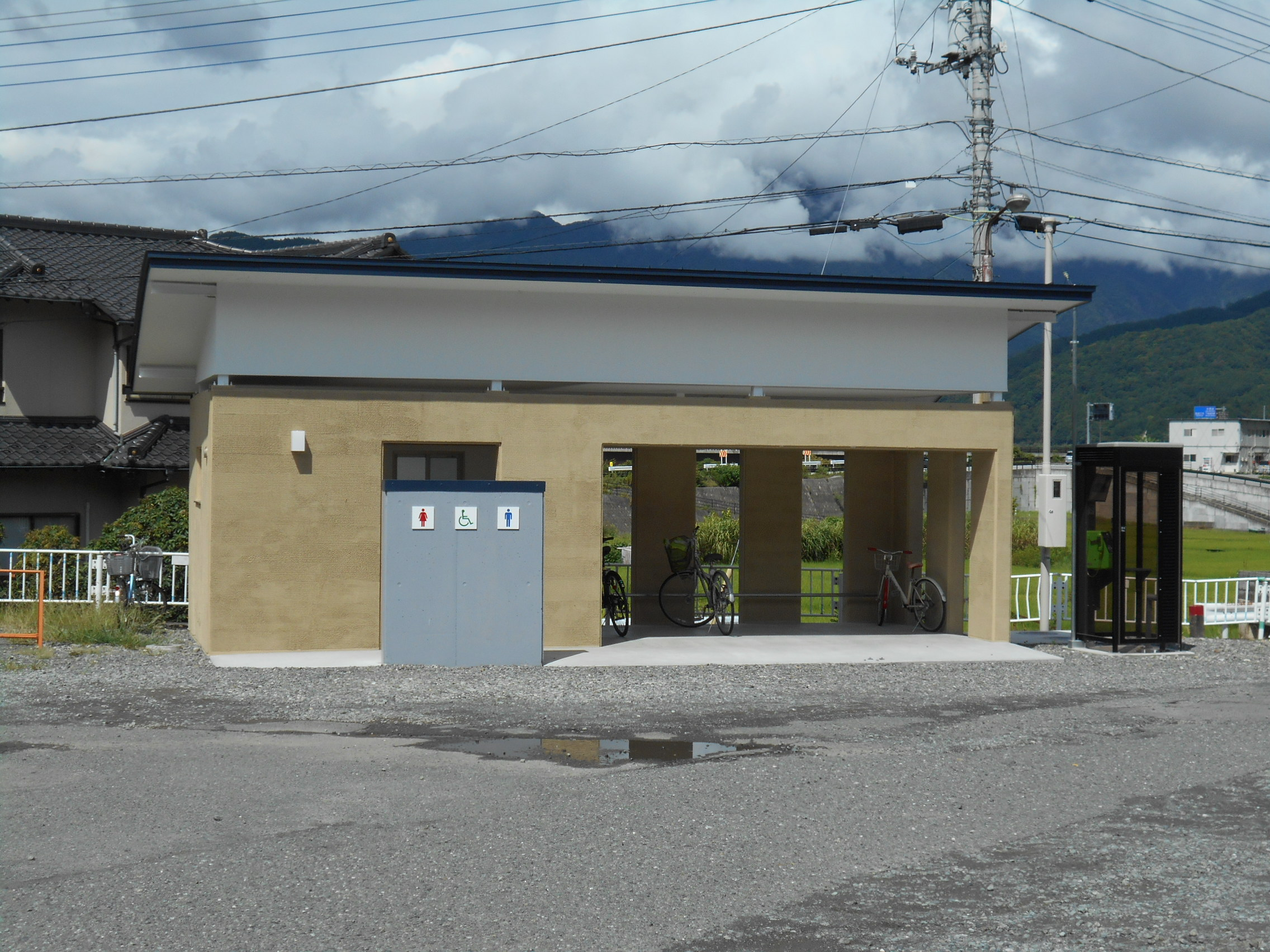
駅前のトイレと駐輪場（2016年8月）

## 利用状況
| 平均乗車人員 | 平均乗車人員 |
| ------------ | ------------ |
| 1950年       | 397          |
| 1980年       | 358          |
| 2005年       | 71           |
| 2006年       | 66           |
| 2007年       | 65           |
| 2008年       | 67           |
| 2009年       | 59           |
| 2010年       | 56           |
| 2011年       | 50           |
| 2012年       | 39           |
| 2013年       | 41           |
| 2014年       | 37           |
| 2015年       | 38           |
| 2016年       | 40           |
| 2017年       | 33           |
| 2018年       | 30           |

- 1950年（昭和25年）の乗車人員は144,981人で、これを一日平均にするとおよそ397人になる。
- 1980年（昭和55年）の乗車人員は131,096人で、これを一日平均にするとおよそ358人になる。
- 2005年（平成17年）の乗車人員は25,735人で、これを一日平均にするとおよそ71人になる。
- 2006年（平成18年）の乗車人員は24,339人で、これを一日平均にするとおよそ66人になる。
- 2007年（平成19年）の乗車人員は24,122人で、これを一日平均にするとおよそ65人になる。
- 2008年（平成20年）の乗車人員は24,569人で、これを一日平均にするとおよそ67人になる。
- 2009年（平成21年）の乗車人員は21,418人で、これを一日平均にするとおよそ59人になる。
- 2010年（平成22年）の乗車人員は20,506人で、これを一日平均にするとおよそ56人になる。
- 2011年（平成23年）の乗車人員は18,091人で、これを一日平均にするとおよそ50人になる。

## 駅周辺
身延線の線路は市ノ瀬駅の近くから常葉川に沿って走るが、その常葉川が当駅の南西400メートルたらずの所で富士川に注いでいる。2004年（平成16年）9月13日に、身延町と下部町および中富町が合併し、新しく身延町となるまでは、常葉川と富士川、それと駅の北西およそ1.5キロメートルのところで富士川に注いでいる早川によって三つの町が分けられていたので、駅の付近にはこれら三者の境界が近接していた。
駅の西400メートルほどのところを南北に流れる富士川を富山橋（とみやまばし）でわたるとそこは旧身延町の下山地域で、開業当初の当駅はこの下山からとって甲斐下山駅と呼ばれていた。また駅から南へ行くと200メートル足らずのところで常葉川をわたるが、この対岸が旧身延町の上八木沢である。
駅名は後に下山波高島駅に改称、その後1938年（昭和13年）10月1日には波高島駅に改称となるがこの波高島が、駅のある集落の名前である。波高島は江戸期以来、富士川の水運の中継地として栄えた場所であるが身延線開通後、富士川の水運は衰退した。
身延線と共に常葉川に沿って来た国道300号は富山橋で富士川を渡り、下山の上沢交差点で国道52号に合流する。また当駅の北すぐの所で国道300号から県道が分岐しており、当駅の駅前広場はこの県道に接して造られている。
周辺の主な施設としては、富士川対岸の下山に、身延町立下山小学校・富士川クラフトパーク・峡南地域工業団地・身延工業団地・上沢寺のお葉つきイチョウ（国の天然記念物、1929年4月2日指定）・本国寺のお葉つきイチョウ（国の天然記念物、1929年4月2日指定）が、常葉川対岸の上八木沢に八木沢のお葉つきイチョウ（国の指定天然記念物、1940年7月12日指定）などがある。
また、反対方向の上之平には、湯沢温泉の「不二ホテル」や「長生館」などがある。

## バス路線
「波高島駅」停留所にて、身延町営バスの路線が発着する。
- 身延鰍沢線（山梨交通）：身延支所前・身延駅 / 西嶋神社・富士川病院
- 古関循環線：古関

## 隣の駅
東海旅客鉄道（JR東海）
CC 身延線
塩之沢駅 - 波高島駅 - 下部温泉駅